# Couronne de Ranavalona III

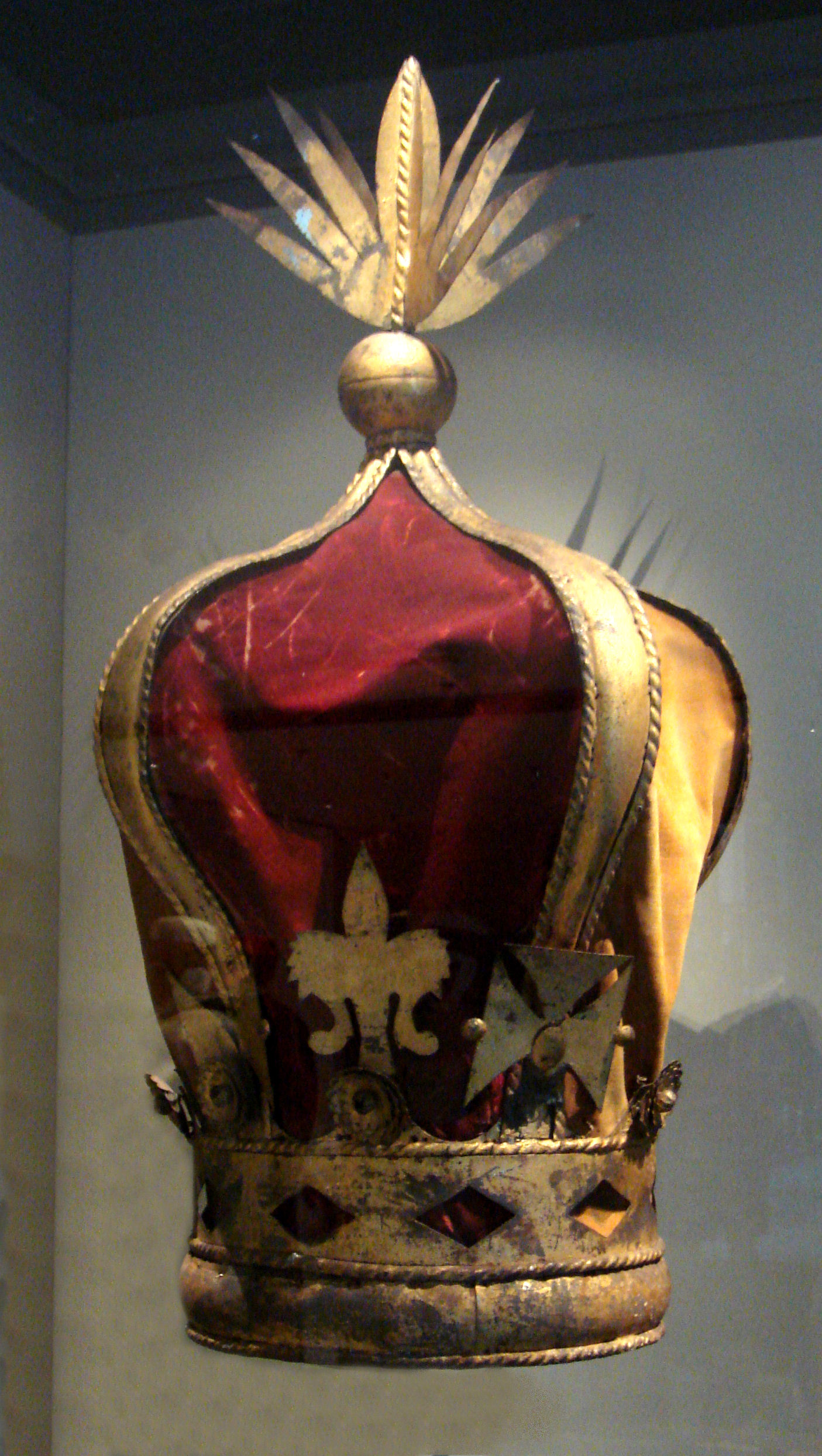
La « couronne » de Ranavalona III exposée au musée de l'Armée, à Paris.

La couronne de Ranavalona III est un ornement en forme de couronne qui a orné le dais de Ranavalona III, dernière reine de Madagascar de 1883 à 1897. À l'issue de la guerre franco-malgache de 1895, elle disparaît quelques années puis est longtemps exposée au musée de l'Armée, à Paris. En 2020, la France accepte de la restituer à Madagascar.
Il ne s'agit pas à proprement parler d'une couronne, mais d'une coiffe décorative de zinc doré et de velours d'une hauteur de 70 cm pour 35 cm de diamètre. La véritable couronne royale a été volée en 2011 à Antananarivo où elle était exposée.

## Histoire
La « couronne » est visible sur des photographies de 1895, dont une du Grand Kabary au cours duquel Ranavalona III annonce au peuple la déclaration de guerre à la France. Elle est installée au sommet du dais sous lequel se tient la reine.
Après la défaite malgache en 1895 puis l'abolition de la monarchie par le général Gallieni en 1897, la trace de la coiffe se perd. Elle réapparaît entre les mains de Georges Richard, ancien maire de Saint-Denis de La Réunion, qui en fait don au musée de l'Armée, à Paris, le 5 novembre 1910. Richard séjournait à Madagascar en tant qu'administrateur civil au moment de l'annexion en 1896 mais les circonstances au cours desquelles il est entré en possession de l'ornement ne sont pas connues. La coiffe est exposée à l'hôtel des Invalides pendant plus d'un siècle, dans la salle Joffre.
Le 20 février 2020, le président malgache, Andry Rajoelina, remet à Jean-Yves Le Drian, ministre français des Affaires étrangères, une lettre adressée au président Emmanuel Macron pour demander la restitution de « la couronne royale de la dernière reine de Madagascar, Ranavalona III ». Après s'être assurée que la requête porte bien sur cet objet, la partie française l'accueille favorablement et il est prévu que le joyau soit présenté à Antananarivo le 26 juin 2020, date du soixantième anniversaire de l'indépendance de l'île. Ce projet échoue en raison du caractère inaliénable des collections nationales qui exige le vote d'une loi pour que le bien soit cédé. Le gouvernement malgache ne souhaitait pas que la couronne fasse son retour sous forme de prêt, quitte à attendre un peu plus longtemps.
La couronne quitte la France le 5 novembre 2020, cent dix ans après son arrivée. Elle doit être exposée au rova de Manjakamiadana.